# Siri Møling
Siri Møling (1956) è un'ex sciatrice alpina norvegese.

## Biografia
Sciatrice polivalente, la Møling ai Campionati norvegesi vinse la medaglia di bronzo nello slalom gigante nel 1973 e quella d'argento nella medesima specialità nel 1974; ai Mondiali di Sankt Moritz 1974 si classificò 36ª nella discesa libera, 17ª nello slalom gigante, 18ª nello slalom speciale e 7ª nella combinata. Non prese parte a rassegne olimpiche e non ottenne piazzamenti di rilievo in Coppa del Mondo.

## Palmarès

### Campionati norvegesi
- 2 medaglie:
  -  1 argento (slalom gigante nel 1974)
  -  1 bronzo (slalom gigante nel 1973)[senza fonte]